# 4226 Damiaan
4226 Damiaan је астероид главног астероидног појаса са пречником од приближно 31,02 .
Афел астероида је на удаљености од 3,603 астрономских јединица (АЈ) од Сунца, а перихел на 2,118 АЈ.
Ексцентрицитет орбите износи 0,259, инклинација (нагиб) орбите у односу на раван еклиптике 5,375 степени, а орбитални период износи 1767,328 дана (4,838 године).
Апсолутна магнитуда астероида је 11,30 а геометријски албедо 0,055.
Астероид је откривен 1. септембра 1989. године.